# 完顏章
完顏章（15世紀—15世紀），字美玉，江西臨江府清江縣人，明朝政治人物。

## 生平
完顏章是金朝的後裔，在景泰元年（1450年）中舉人，授呈貢知縣，建造學宮教化瑤族、僮族人，改革累積陋習，服闕後補任英山縣，逮捕把持官府是非的奸人；改官崖州知州，救活在株連死刑中無罪的一人，又修禮教導峒民，占城入貢者總私下設市擾民，他出令禁止，不久其酋長叛國，數千人前來歸附，他就建議送還回國，八年後請求辭官回鄉。他個性情白，有經濟才能，每處就任都盤錯有聲。

## 引用
1. 1 2  同治《清江縣志·卷八·人物志上》：完顏章，字美玉，金之後，景泰庚午舉人，任雲南呈貢縣知縣，新學宮造土猺獞，積俗頓革；服闕補英山縣，奸黨高貴等每持官府短長，悉捕之，陞知崖州，至則出株連者數十人死刑非罪者一人，修禮教飭武備，猺峒慕化。占城國貢者每以私市擾民，出令禁之，既其酋叛國，以數千人來歸，建議廩送還國，在任八年乞歸。章性情白獧介而負經濟才，故每處盤錯有聲。 秦志